# Kelly Sue DeConnick
Kelly Sue DeConnick (Ohio, 15 de julio de 1970) es una guionista de cómic estadounidense, editora y traductora de obras manga al inglés. Actualmente trabaja en su serie Pretty Deadly (publicada como Bella Muerte en España) y Bitch Planet para la editorial Image Comics.

## Trayectoria
El primer cómic de DeConnick fue una historia de cinco páginas de la saga de tebeos basada en la serie de televisión CSI: Crime Scene Investigation (Dominos #5. Publicada en diciembre de 2004). Más tarde, en 2011, escribió la serie Osborn que fue ilustrada por Emma Ríos.
Estuvo nominada a un Premio Eisner a Mejor Guionista en 2014, por su serie Bella Muerte. Recientemente se anunció que se llevará al cine la historia de Carol Danvers en la película "Captain Marvel". DeConnick ha sido la guionista de esta serie de cómics durante los últimos años. Al enterarse de la noticia dijo: «me siento tan orgullosa de ella, Carol es una persona que vive en mi cabeza y '¡mira lo que has hecho, chica!'. Es como si acabaran de ascender a una amiga».
Su obra "B*** Planet" publicada en España por Astiberri, es una novela gráfica protagonizada por mujeres y con un fuerte mensaje feminista. Este cómic, junto a "Captain Marvel", "Pretty Deadly" han situado a DeConnick como una de las guionistas más influyente en la industria del cómic y una de las mayores impulsoras de los papeles femeninos en este sector.

## Vida personal
DeConnick se crio en varias bases militares de las Fuerzas Aéreas de los Estados Unidos. Se interesó por los cómics y el movimiento feminista debido a su madre.
Está casada con el también guionista Matt Fraction, con quien tiene dos niños, Henry Leo y Tallulah Louise.  Ha declarado ser alcohólica rehabilitada.
DeConnick fue invitada en 2012 a la Expo de Cómic Dundrum International. Una web irlandesa publicó su asistencia hablando de ella como «la mujer de», lo que provocó un gran revuelo en internet. Se publicaron numerosos memes en Twitter con muchos usuarios y celebrities escribiendo «no soy la esposa de Matt Fraction». Tras la polémica, la web rectificó la información.

### Guionista

#### Cómics
- 24Seven Volume 1 (novela gráfica realizada en conjunto con varios autores, tpb, 225 páginas, agosto de 2006, ISBN 1-58240-636-7)
- 24Seven Volume 2 (novela gráfica realizada en conjunto con varios autores, tpb, 240 páginas, agosto de 2007, ISBN 1-58240-846-7)
- Comic Book Tattoo Tales Inspired by Tori Amos (novela gráfica realizada en conjunto con varios autores, hc, 480 páginas, julio de 2008, ISBN 1-58240-965-X)
- Pretty Deadly (con Emma Ríos, octubre de 2013–actualidad)
  - Volume 1: The Shrike #1-5 (tpb, 120 páginas, 2014, ISBN 1-60706-962-8)
  - Volume 2: The Bear #6-10 (tpb, 152 páginas, 2016, ISBN 1-63215-694-6)
- Bitch Planet (con Valentine De Landro, diciembre de 2014–actualidad)
  - Volume 1: Extraordinary Machine #1-6 (tpb, 136 páginas, 2015, ISBN 1-63215-366-1)

#### Editorial IDW Publishing
- 30 Days of Night: Eben & Stella (limited series) (mayo de 2007 – agosto de 2007)
  - 30 Days Of Night: Eben & Stella Volume 7 (tpb, 104 páginas, 2007, ISBN 1-60010-107-0) contiene:
    - "Eben And Stella" (con Steve Niles y Justin Randall, en #1–4, 2007)

#### Marvel Comics
- Sif, one-shot, "I am the Lady Sif" (con Ryan Stegman, april 2010) en Thor: Latverian Prometheus (tpb, 112 páginas, 2010, ISBN 0-7851-4372-6)
- Rescue, one-shot, "Rescue Me" (con Andrea Mutti, mayo de 2010)
- Enter the Heroic Age, one-shot, "Coppelia" (con Jamie McKelvie, mayo de 2010)
- Girl Comics vol. 2 #3, "Chaos Theory" (con Adriana Melo, julio de 2010)
- Age of Heroes #3, "Girls' Night On" (con Brad Walker, julio de 2010) en (tpb, 104 páginas, 2011, ISBN 0-78514-724-1)
- Osborn (limited series) (noviembre de 2010 – abril de 2011):
  - Osborn: Evil Incarcerated (tpb, 120 páginas, 2011, ISBN 0-78515-175-3) en:
    - "Osborn" (con Emma Ríos y Becky Cloonan, in #1–5, 2010)
- Captain America and The Secret Avengers, one-shot, "All the Pretty Monsters" (con Greg Tocchini, March 2011)
- Spider-Island: I Love New York City, one-shot, "Spider-Mom" (con Chuck BB, septiembre de 2011) en Spider-Island Companion (tpb, 360 páginas, 2012, ISBN 0-78516-229-1)
- Castle: Richard Castle's Deadly Storm (novela gráfica, con Brian Michael Bendis y Lan Medina, hc, 112 páginas, septiembre de 2011, ISBN 0-7851-5327-6)
- Avenging Spider-Man (julio de 2012 – agosto de 2012):
  - The Good, the Green and the Ugly (tpb, 112 páginas, 2012, ISBN 0-78515-780-8) recoge:
    - "Wadjetmacallit?!" (escrito por Kathryn Immonen e ilustrado por Stuart Immonen, en #7, 2012
    - "Untitled" (con Terry Dodson, en #9–10, 2012)
    - "Untitled" (escrito por Kevin Shinik e ilustrado por Aaron Kuder, en #12–13, 2012)
- Captain Marvel vol. 7 (julio de 2012 – noviembre de 2013)
  - Volume 1: In Pursuit of Flight (tpb, 136 páginas, 2013, ISBN 0-78516-549-5) en:
    - "Untitled" (con Dexter Soy, Richard Elson, Karl Kesel, Al Barrionuevo y Emma Ríos, en #1–6, 2012)

  - Volume 2: Down (tpb, 136 páginas, 2013, ISBN 0-78516-550-9) recoge:
    - "Untitled" (con Christopher Sebela, Dexter Soy y Filipe Andrade, en #7–12, 2012–2013)

  - Avengers: The Enemy Within (tpb, 152 páginas, 2013, ISBN 0-78518-403-1) recoge:
    - "The Enemy Within" (con Scott Hepburn, Matteo Buffagni y Gerardo Sandoval, en #13–14, Avengers: The Enemy Within #1, Avengers Assemble vol. 2 #16–17, 2013)
    - "Untitled" (con Filipe Andrade, en #17, 2013)

  - "Kiss Today Goodbye" (con Jen Van Meter y Patrick Oliffe, en #15–16, 2013, recogido en Infinity Companion, hc, 688 páginas, 2014, ISBN 0-78518-886-X)
- Castle: Richard Castle's Storm Season (novela gráfica, con Brian Michael Bendis y Emanuela Lupacchino, hc, 112 páginas, octubre de 2012, ISBN 0-7851-6482-0)
- Avengers Assemble (noviembre de 2012 – marzo de 2014)
  - Science Bros (tpb, 144 páginas, 2013, ISBN 0-78516-797-8) recoge:
    - "Untitled" (con Stefano Caselli y Pete Woods, en #9–13, 2012–2013)
    - "Company Man" (escrito por Christos Gage e ilustrado por Tomm Coker, Mike Mayhew, Mike Deodato y Luke Ross, en Annual #1, 2013)

  - Avengers: The Enemy Within (tpb, 152 páginas, 2013, ISBN 0-78518-403-1) recoge:
    - "The Enemy Within" (con Scott Hepburn, Matteo Buffagni y Gerardo Sandoval, en #16–17, Avengers: The Enemy Within #1, Captain Marvel vol. 7 #13–14, 2013)

  - "Infinity" (con Barry Kitson y Jen Van Meter, en #18–19, 2013, recogido en Infinity Companion, hc, 688 páginas, 2014, ISBN 0-78518-886-X)
  - The Forgeries of Jealousy (tpb, 112 páginas, 2014, ISBN 0-78516-798-6) recoge:
    - "Untitled" (con Matteo Buffagni, Warren Ellis, Paco Díaz, Neil Edwards y Raffaele Ienco, en #21–25, 2013–2014)
- Captain Marvel vol. 8 (marzo de 2014 – mayo de 2015)
  - Volume 1: Higher, Further, Faster, More (tpb, 136 páginas, 2014, ISBN 0-78519-013-9) recoge:
    - "Higher, Further, Faster, More." (con David López, en #1–6, 2014)

  - Volume 2: Stay Fly (tpb, 120 páginas, 2015, ISBN 0-7851-9014-7) recoge:
    - "Release the Flerken" (con Marcio Takara, en #7–8, 2014)
    - "Lila Cheney's Fantabulous Technicolor Rock Opera" (con David López, en #9, 2014)
    - "A Christmas Carol" (con David López, Marcio Takara y Laura Braga, en #10–11, 2014–2015)

  - Volume 3: Alis Volat Propriis (tpb, 96 páginas, 2015, ISBN 0-78519-841-5) recoge:
    - "The 7 Seconds Before You Die" (con Warren Ellis y David López, en #12-13, 2015)
    - "The Black Vortex: Chapter 11" (con David López, en #14, 2015)
    - "The Next Right Thing" (con David López, en #15, 2015)
- Captain Marvel & the Carol Corps (cuatro números de serie limitada con Kelly Thompson, David López, Laura Braga y Paolo Pantalena, junio - septiembre de 2015, recogidas en Captain Marvel and the Carol Corps, tpb, 120 páginas, ISBN 0-78519-865-2, 2015)

#### BOOM! Studios
- CBGB #4 (con Chuck BB, October 2010) recogido en CBGB (tpb, 112 páginas, 2010, ISBN 1-60886-024-8)

#### DC Comics
- Supergirl vol. 5 #65–67, "This Is Not My Life" (con ChrisCross, junio-agosto de 2011)
- The Witching Hour #1, "Legs" (con Ming Doyle, diciembre de 2013)
- Adventures of Superman vol. 2 #17, "Mystery Box" (con Valentine De Landro, noviembre de 2014)

#### Dark Horse Comics
- Ghost vol. 3 (septiembre de 2012 – marzo de 2013)
  - In the Smoke and Din (tpb, 136 páginas, 2013, ISBN 1-6165-5121-6) recoge:
    - "Resurrection Mary" (con Phil Noto, en #0, 2012)
    - "In the Smoke and Din" (con Phil Noto, en #1–4, 2012–2013)
- Ghost vol. 4 #1–4 (diciembre de 2013 – junio de 2014)
- Prometheus: Fire and Stone – Omega, one-shot (con Agustín Alessio, febrero de 2015) recogido en Prometheus: The Complete Fire and Stone (hc, 480 páginas, 2015, ISBN 1-6165-5772-9)

### Editora
- Killing Demons. (2003) novela gráfica.

### Adaptaciones manga
- Black Cat Vol. 1–20
- Blue Spring
- B.O.D.Y. Vol. 1–4
- Demon Diary Vol. 1–7
- Descendants of Darkness Vol. 1–3
- Despotic Lover Vol. 1–4
- Doubt!! Vol. 1–6
- Fruits Basket Vol. 1–3
- Girl Got Game Vol. 1–10
- Kare First Love Vol. 1–10
- MeruPuri Vol. 1–4
- Nightmare Inspector Vol. 1
- Portus
- Ral (Omega) Grad Vol. 1
- Sensual Phrase Vol. 1–18
- Sexy Voice and Robo
- Slam Dunk Vol. 1–16